# Aarschot
Aarschot (nederländskt uttal: [ˈaːrsxɔt]) är en stad och kommun i provinsen Flamländska Brabant i regionen Flandern i Belgien. Aarschot hade 30 019 invånare (2018).
Aarschot ligger 16 km nordost om Leuven, vid Dyles biflod Demer. I staden finns kyrkan Onze Lieve Vrowekerk från 1200-talet som är ett mycket bra exemplar på den så kallade Demergotiken. Aarschot har en varierande industri med bland annat många brännerier och bryggerier, garverier och produktion av kläder, möbler och järnvaror.

## Historia
Aarschot var under medeltiden ett baroni, som 1533 av Karl V upphöjdes till hertigdöme, som förlänades grevarna av Croÿ. Sedan dessa dött ut under 1600-talet, kom Aarschot under riksfurstarna (sedermera hertigarna) av Arenberg.
Under första världskriget utkämpades 18 och 19 augusti 1914 vid Aarschot en skarp arriärgardesstrid mellan en del av 3:e belgiska armédivisionen och en division av den framträngande 2:a tyska armékåren, tillhörande von Klucks armé.